# Sem Benelli
(Sem Benelli, La cena delle beffe, 1908)
Sem Benelli (Filettole, 12 agosto 1877 – Zoagli, 18 dicembre 1949) è stato un poeta, scrittore e drammaturgo italiano, autore di testi per il teatro e di sceneggiature per il cinema. Fu anche autore di libretti d'opera.
È stato spesso considerato dalla critica un "D'Annunzio in minore" («ciabatta smessa del dannunzianesimo» lo definì Giovanni Papini), ma il suo talento letterario è stato rivalutato fino a considerarlo come una fra le espressioni della tragedia moderna.
Il drammaturgo pratese fu autore del testo teatrale La cena delle beffe, tragedia ambientata nella Firenze medicea di Lorenzo il Magnifico, che ebbe un successo clamoroso. Da questa tragedia fu tratto nel 1941 dal regista Alessandro Blasetti l'omonimo film con Amedeo Nazzari e Clara Calamai.
Dalla riduzione del testo a libretto venne ricavata da Umberto Giordano l'opera omonima andata in scena in prima rappresentazione al Teatro alla Scala di Milano il 20 dicembre 1924. La sola bibliografia teatrale di Benelli comprende una trentina di titoli, sviluppati nell'arco di una quarantina di anni e articolati tanto su drammi sociali quanto su commedie di ambientazione di tipo borghese.

## Biografia

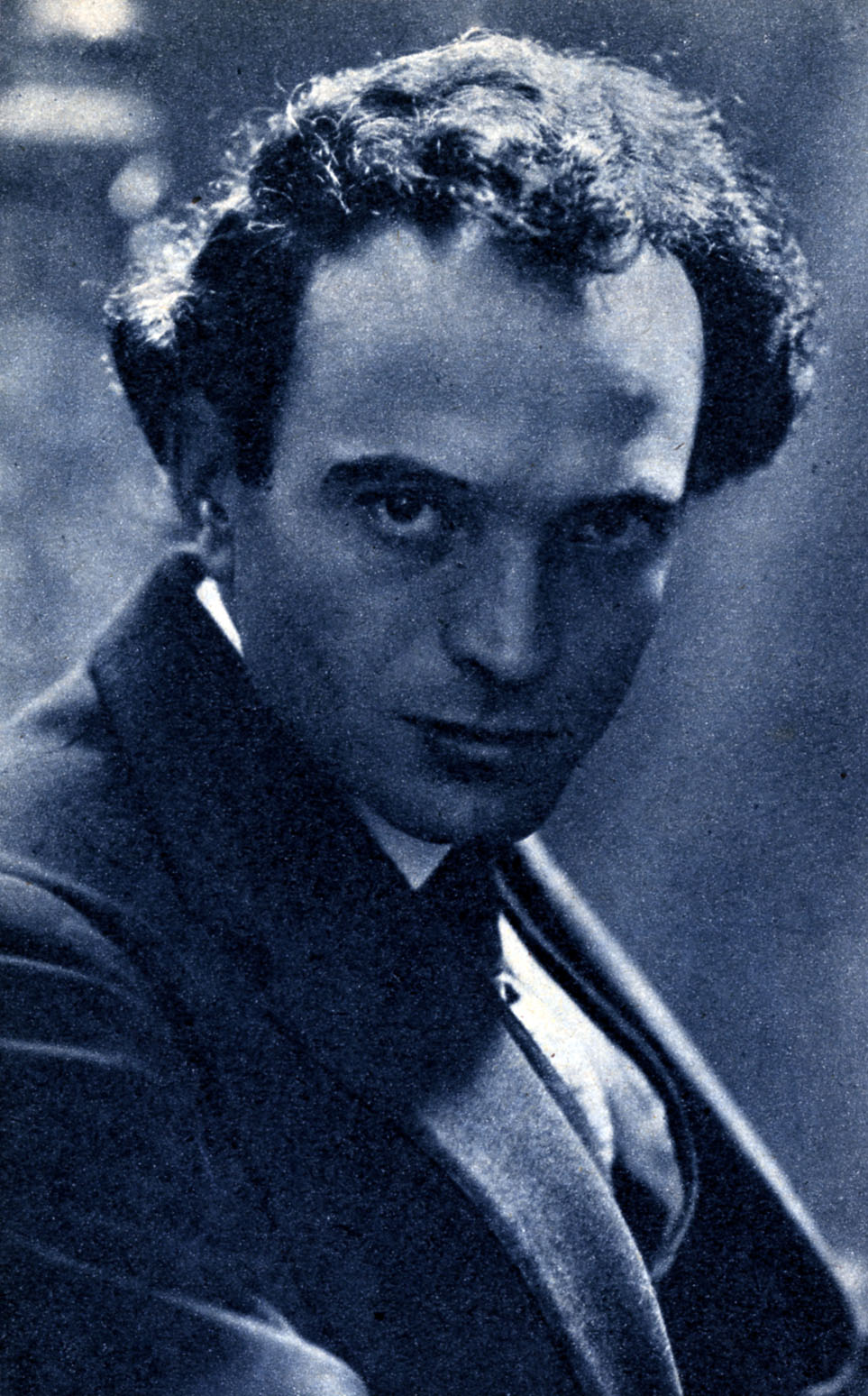
Sem Benelli nel 1905

Benelli, padre del giornalista Sennuccio Benelli e nonno della regista Gioia Benelli, nacque in una famiglia di artigiani di umili condizioni e dovette interrompere gli studi a causa della morte prematura del padre. Dopo una breve esperienza come giornalista, si avvicinò alla letteratura da autodidatta e solo poco più che trentenne, nel 1908, scrisse la sua prima commedia, Tìgnola. Il successo non tardò però ad arrivare: l'anno successivo, infatti, veniva messo in scena al Teatro Argentina di Roma il dramma La cena delle beffe. Partecipò alla prima guerra mondiale e fu per due volte ferito e decorato di medaglia d'argento. Nella notte del 31 ottobre 1918 fece parte dell'equipaggio che trasportò davanti al porto di Pola Raffaele Paolucci e Raffaele Rossetti che all'alba affonderanno l'ammiraglia austriaca Viribus Unitis e fu il primo soldato italiano che recò ai cittadini di Pola l'annuncio della liberazione.
Il lavoro di Benelli fu accolto con favore dalla critica, spiazzata dal tentativo, evidentemente riuscito, dell'autore di rompere gli schemi classici dell'epoca, centrati sulla foga e la crudezza del verismo o altrimenti sull'ars declamatoria di stampo dannunziano. La fortuna di questo titolo non si limitò al territorio italiano (la tragedia entrerà stabilmente nel repertorio teatrale per essere rappresentata anche sotto chiavi diverse, come nella versione di Gigi Proietti) ma fu replicata anche all'estero, tanto da essere portato in scena negli anni successivi in numerose repliche sia a Parigi, da Sarah Bernhardt, sia a Broadway, dalla compagnia di John Barrymore. Nel 1935 si arruola volontario e partecipa alla guerra d'Etiopia con il grado di maggiore.
Nel 1945 è cofondatore, insieme a Ugo Betti, Diego Fabbri, Massimo Bontempelli ed altri autori teatrali, del Sindacato Nazionale Autori Drammatici  (SNAD), con l'intento di salvaguardare il lavoro dei drammaturghi e degli scrittori teatrali.

## Tragedie e altri lavori

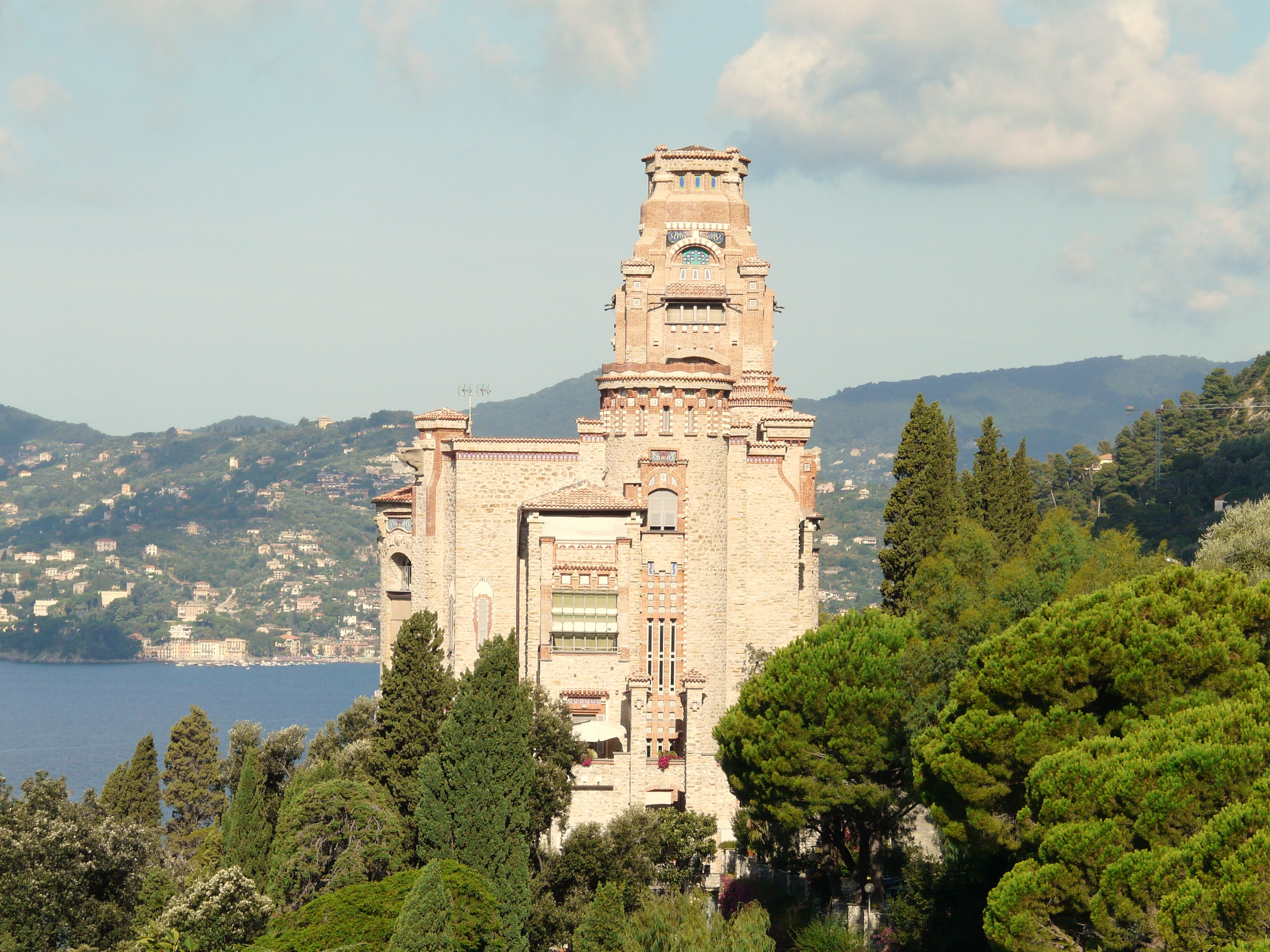
Il castello di Sem Benelli a Zoagli

Benelli ebbe il pregio di saper coltivare la sua vena artistica, senza adagiarsi sugli allori del successo ottenuto con la Cena; negli anni immediatamente successivi riuscì a scrivere altri importanti lavori teatrali di impronta storica che ebbero un particolare successo anche in virtù dei multiformi apparati scenografici con i quali venivano rappresentati in scena. Si segnalano qui, in particolare, le tragedie L'amore dei tre re (1910), servita anche da libretto per un melodramma di Italo Montemezzi andato in scena nel 1913; Il mantellaccio e Rosmunda (scritte nel 1911); La Gorgona (1913), da cui furono tratti due film omonimi nel 1915 e nel 1942; ed infine Le nozze dei centauri (lavoro pubblicato nel 1915). Nel 1913 compose un poema sinfonico in onore di Giuseppe Verdi musicato da Francesco Cilea ed eseguito al Teatro Carlo Felice di Genova, città alla quale il "cigno di Busseto" era molto legato.

## Il simbolismo
A detta dei critici l'arte letteraria di Benelli, specie per quanto riguarda la produzione principale che va dal 1908 al 1915, è contraddistinta da una raffinata ricchezza di simbolismi, solo in parte intaccata da un cupo erotismo e da forti connotazioni di carattere psicologico. La successiva produzione poco aggiungerà al suo valore di scrittore dalle molte sfaccettature. Meritano di essere comunque segnalate le commedie: Adamo ed Eva (del 1933), Madre Regina ed Eroi (messe in scena nel 1934) e Caterina Sforza, ispirato all'omonimo personaggio storico (1938).

## Il castello
A quasi voler concretizzare il suo simbolismo nel 1914 fece costruire sulla scogliera di Zoagli a strapiombo sul mare, un castello denominato tuttora "Il castello di Sem Benelli", progettato da Gian Giuseppe Mancini: nel suo complesso, ma soprattutto in ogni particolare architettonico, traspare la personalità del drammaturgo, la stessa scelta dei materiali tra i più diversi ed eterogenei, come marmi, maioliche, mattoni, pietra, rispecchiano le sfaccettature dello scrittore. Nel suo insieme, maestoso e compatto, addolcito dalle linee curve delle ripetute rotondità, contornato da uno sfondo naturale unico, ne fanno quasi una scenografia teatrale ad integrazione delle sue opere.

## Autore simbolista, sostenitore del futurismo

Sem Benelli, seduto, accanto al compositore Italo Montemezzi in un'immagine di inizio Novecento

Fortemente condizionato dai fermenti operai di fine Ottocento e primo Novecento, fu sostenuto da una forte tensione verso i valori della giustizia sociale. Assieme a Filippo Tommaso Marinetti (con il quale fondò nel 1905 a Milano la rivista letteraria Poesia) fu fra coloro che propugnarono il movimento del Futurismo. Venne eletto deputato nel 1921, ma all'indomani dell'uccisione di Giacomo Matteotti entrò in rotta di collisione col regime fascista. Nel 1922 Sem Benelli, con la collaborazione di Mario Broglio, coordinò la realizzazione dell'esposizione d'arte La Fiorentina Primaverile di Belle Arti, a cura della "Società delle Belle Arti di Firenze".

Nel 1925 fu tra i firmatari del Manifesto degli intellettuali antifascisti, redatto da Benedetto Croce. Trascorse gli ultimi anni di vita sul golfo del Tigullio, nella amatissima città di Zoagli, nella quale è tutt'oggi visibile l'elegante castello sul mare che fece costruire e che ne ricorda la figura e l'attività letteraria. A Firenze una targa in una trattoria del centro storico lo ricorda con un suo motto celebre: 

## I rapporti con il fascismo
(Sem Benelli)
Benelli fu amico di Marinetti, che aveva avuto parole di lode per le sue opere fino a dopo la fine prima guerra mondiale, che Benelli aveva propugnato come convinto interventista. In seguito i rapporti tra i due mutarono radicalmente, arrivando al «disprezzo reciproco».
Allo stesso modo mutò in Benelli l'ammirazione per il regime fascista, che pure aveva condiviso con Gabriele D'Annunzio partecipando con lui all'impresa fiumana come legionario. Dopo l'uccisione di Giacomo Matteotti ad opera di fascisti nel 1924 nacque in Benelli, che fu tra i firmatari del Manifesto degli intellettuali antifascisti del maggio del 1925, un'accesa ostilità per il regime fino al punto di fondare un'organizzazione antifascista, la Lega Italica, che il governo chiuse quasi immediatamente.

### La censura fascista

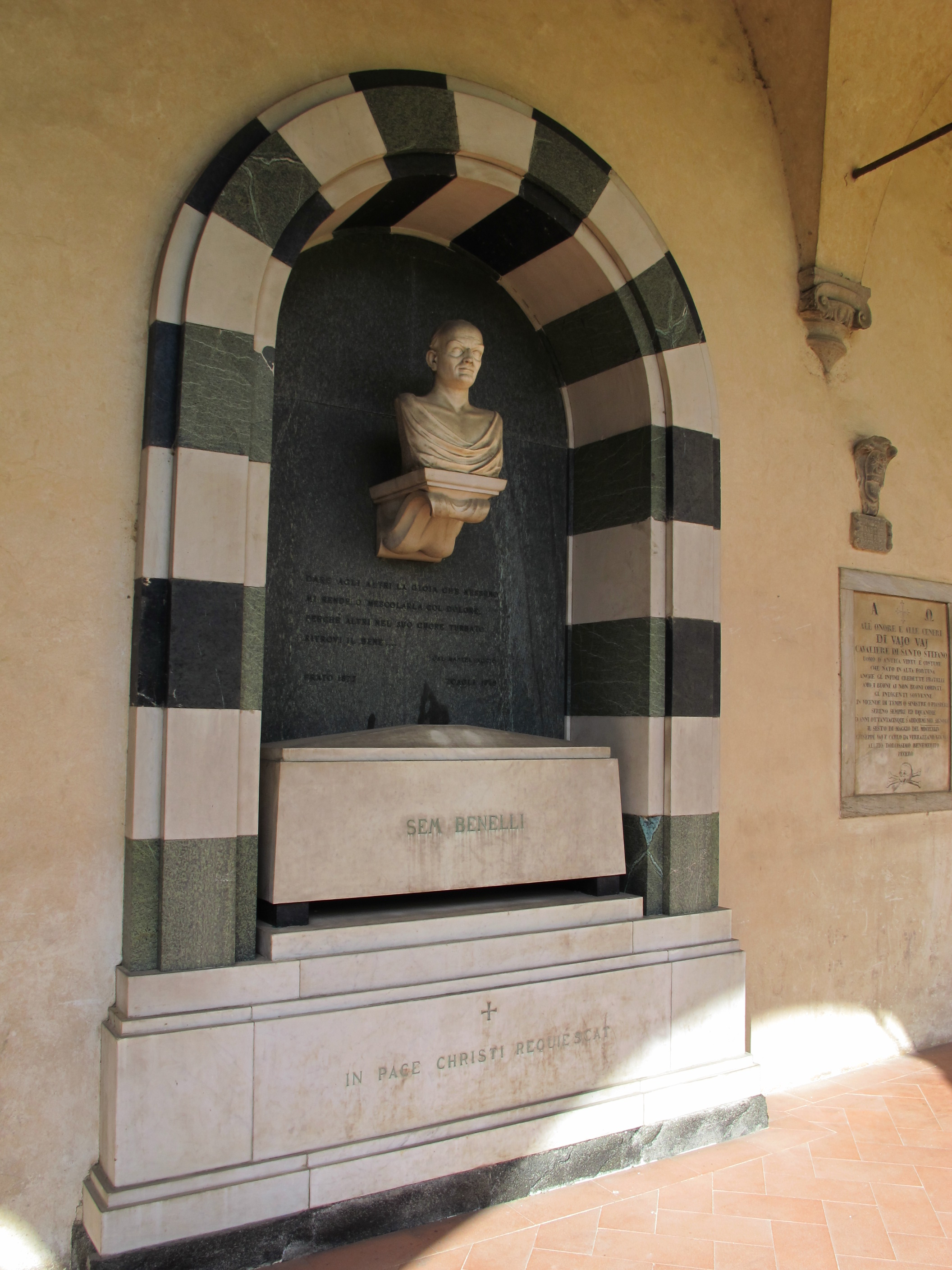
La tomba di Sem Benelli nel chiostro di San Domenico (Prato)

Da quel periodo la censura fascista si accanì sulle rappresentazioni teatrali di Benelli. Il Ministero della cultura popolare nel maggio del 1933 ordinava all'Opera Nazionale Dopolavoro di proibire «a tutte le compagnie filodrammatiche di rappresentare lavori di Roberto Bracco e di Sem Benelli», sospetto antifascista e comunque «contrarie ai criteri educativi e morali» del fascismo. Sorvegliato dall'OVRA, impossibilitato a pagare i suoi debiti, Benelli, a cui è stato espressamente vietato di comporre altre opere, attraversa un difficile momento anche se l'ambiguo atteggiamento del regime nei confronti dell'arte gli permette a sprazzi di continuare il suo lavoro non senza clamorosi incidenti.
Significativo quanto accadde con il dramma l'Orchidea, rappresentato al Teatro Eliseo di Roma il 20 maggio del 1938. Scriveva Arturo Bocchini, il capo della polizia, a Francesco Peruzzi, ispettore responsabile dell'OVRA: «Com'è noto la sera del 20 maggio u.s., al Teatro Eliseo di Roma, la commedia Orchidea di Sem Benelli ebbe un'accoglienza talmente ostile da parte degli spettatori che se ne dovette sospendere la rappresentazione. Il lavoro è stato poi definitivamente tolto dal cartellone.»
In realtà l'Orchidea al suo debutto aveva avuto una buona accoglienza dal pubblico e se ora invece ne subiva i fischi e le urla di dissenso, era dovuto alla gazzarra organizzata da una cinquantina di squadristi fascisti mandati appositamente da Starace, segretario nazionale del Partito nazionale fascista e da Andrea Ippolito, federale di Roma.
Precedentemente a questi fatti la censura fascista si era maldestramente esercitata anche su un altro dramma di Benelli L'elefante, rappresentato nel 1937. Per un qualche equivoco i tagli imposti al copione non erano stati riportati nel testo che era stato pubblicato e distribuito in teatro, per cui il pubblico poté constatare, seguendo la recitazione degli attori, l'insensatezza delle frasi censurate come quella che diceva «il matrimonio è diventato la fissazione della civiltà moderna».
Le opere di Benelli, per la sua fama nazionale (mentre quella internazionale non fu analoga) di cui il regime fascista era costretto a tener conto, continuarono però ad essere rappresentate regolarmente riscuotendo successo di pubblico e di critica. Da quel momento Benelli era ormai caduto in disgrazia presso il Duce, il quale non fu mai un critico letterario, che pure egli aveva apostrofato come "genio in cima a una piramide" e "Dio in terra".

### Il rapporto con Mussolini
Nonostante le pressioni di alcuni intellettuali, Mussolini non desistette dal suo atteggiamento ostile nei confronti di Benelli e si rifiutò di annoverarlo tra gli accademici d'Italia poiché «...neanche il suo essersi arruolato volontario per l'Africa Orientale mi ha convinto della sua improvvisa fedeltà al fascismo.» È forse nel Diario di Galeazzo Ciano che si può rintracciare il motivo di tanta avversione del Duce nei confronti dell'artista che pure il regime sovvenzionava col pretesto di aiuti finanziari per l'edificazione, ad opera di Benelli, del castello di Zoagli.
Scrive Ciano il 21 maggio del 1938: «[Mussolini] critica l'arte di Sem Benelli che consiste nel mettere in pubblico la parte deteriore dell'umanità. In ogni casa c'è un cesso e tutti lo sanno: ma non per questo lo si mostra all'ospite, quando viene a far visita». La proibizione di stampare le sue opere, il divieto ai giornali di accogliere sue collaborazioni, e il fatto di non essere visto di buon occhio né dai fascisti, né dai tedeschi, convincono Benelli a lasciare l'Italia (lo avrebbe probabilmente fatto prima se il regime non glielo avesse impedito bloccandogli il passaporto e facendolo pedinare per lunghi periodi) ed a riparare nel 1944 in Svizzera dopo aver collaborato con la Resistenza milanese.
Nel 1948 Sem Benelli si iscrive all'"Alleanza per la difesa della cultura", un'emanazione del Fronte popolare, l'unione elettorale delle sinistre: il «Fronte incandescente», come lo definisce Benelli, dove «... il fuoco purifica e fluidifica». «Vi aderisco» scriveva Benelli «essendo e volendo essere sempre italianissimo, non balcanico, ma nato sulle rive della Toscana, dove l'aria è in perenne vibrazione». Non tutti appoggiarono questa adesione "libertaria" di Benelli come Carlo Levi che ritirò la sua partecipazione al Fronte rifiutandosi di stare accanto a Benelli «trombone fascista».

La vera natura politica del drammaturgo è stata forse colta da Giuseppe Bottai nel suo Diario 1944-1948, ove questi definì non fascista ma mussoliniano Benelli che, insieme a altri come lui «davano ragione a Mussolini contro il fascismo». Un "mussolinismo" ideale il suo, pericoloso e dannoso per il reale regime fascista. Ma forse chi era veramente Sem Benelli lo si può cogliere in quanto egli scrisse di se stesso: 
Fu membro della Massoneria.

## Filmografia parziale
- Lo scherno feroce, regia di Roberto Danesi (film muto del 1913 oggi perduto)
- La Gorgona regia di Mario Caserini (film muto del 1915 oggi perduto)
- La Gorgona, regia di Guido Brignone (1942)
- La cena delle beffe, dall'omonimo dramma di Sem Benelli, regia di Alessandro Blasetti (1942)
- La fornarina, soggetto di Sem Benelli e Tullio Gramantieri, regia di Enrico Guazzoni (1944)